# Tomás Micieces el menor
Tomás Micieces, el menor, el joven, II o hijo, (Toledo, 4 de diciembre de 1655 - Salamanca, 16 de mayo de 1718) fue un maestro de capilla y compositor español.

## Vida
Excepto en sus primeros años, firmó toda su vida sin utilizar el sobrenombre el menor, por lo que su figura se confunde históricamente con la de su padre, Tomás Micieces el mayor, también maestro de capilla de gran influencia en el segundo tercio del siglo XVII. Tampoco ayuda que el apellido «Micieces» también se da en otras formas, como Miziezes, Micieres, Misieses, etc.
Como es de suponer, pasó su niñez y juventud en catedrales e iglesias, primero en la de Toledo, luego en las Descalzas Reales de Madrid y finalmente en la de Pamplona. Aparte de recibir enseñanzas de su padre, debió de educarse bajo la tutela de Cristóbal Galán o Carlos Patiño, maestros de la Capilla Real de Madrid. En 1672 se registra en la catedral de Pamplona el despido de un infante llamado Tomás de Micieces, sin que haya podido determinarse si se trata de la misma persona. Residía en Madrid en 1679.
Una carta remitida por Pedro de Ardanaz a Miguel de Irízar (Toledo, 31 de diciembre de 1680) informa de que Micieces «el joven», ya sacerdote, era maestro de capilla en la Colegiata de Castellar (Jaén), aunque parece que poco después regreso a Madrid, donde estaban sus hermanas y su madre.

### Maestría en El Burgo de Osma
De mayo de 1685, tras superar las pruebas de limpieza de sangre, a 1692 ocupó el cargo de maestro de capilla en El Burgo de Osma, donde en 1690 asistió al matrimonio de una hermana suya con el teniente de organista Pedro de San Martín.

### Maestría en Zaragoza
Vacante el magisterio de la Seo de Zaragoza por renuncia de Miguel de Egüés, acudió a ser examinado por el Cabildo en mayo de 1692, siendo admitido y permaneciendo en el templo durante el mes de junio para atender las celebraciones del Corpus, durante las cuales el Cabildo de La Seo tuvo que advertir a los indisciplinados músicos de la capilla obedecieran al nuevo maestro. Volvió momentáneamente a Osma a levantar su casa, con la pretensión de cobrar su salario hasta fines de junio.
Ya instalado en Zaragoza, se le pidió hacerse cargo de los infantes del Pilar, ya que el maestro de esta iglesia, Diego de Cáseda, no podía atenderlos por su edad. Tal vez interviniera en la preparación de la fundación del seminario para músicos e infantes de la iglesia de Zaragoza, que se propuso en marzo de 1694.

### Maestría en Salamanca
Según Pena y Anglés en su Diccionario Labor de la música (1654), Tomás Micieces dejó Zaragoza para marchar a las Descalzas, en Madrid, lo que parece estar desmentido por la actas capitulares de La Seo el 22 de octubre de 1694 con la renunciaba de Micieces, por haber obtenido la plaza de maestro de capilla en la catedral de Salamanca.

Licencia al maestro Micieces.
Leyóse un memorial del licenciado Micieces en que pedía licencia para ir a servir el empleo de maestro de capilla a la Santa Iglesia de Salamanca y el Cabildo se la concedió.
Actas del cabildo de la Catedral de Zaragoza, 22 de octubre de 1694

En Salamanca sustituía a Francisco Zubieta, que renunció al cargo por no haber conseguido la Cátedra de Música en la Universidad de Salamanca, cargos ambos que a menudo iban unidos en el siglo XVII. Incluso antes de la renuncia de Zubieta, el cabildo de Salamanca había recibido cartas de aspirantes. Tuy Matías García Venayas fue rechazado por no haber vacante y de la propuesta de Simón Martínez no se sabe que ocurrió, pero la carta de este último llegó solo cinco días antes de que se nombrase a Micieces maestro de capilla. Micieces fue elegido el 23 de julio de 1694 de entre siete solicitudes, de los que sólo se consideró a tres candidatos: Vicente  Pantoja, maestro de Oviedo, Vicente  Ambiela, de Daroca, y el mismo Micieces. Su nombramiento fue el 12 de noviembre de 1694, tras unos meses de espera.
En 1695 Diego Verdugo, propietario de la Cátedra de Música de la Universidad de Salamanca en ese momento, ya llevaba varios años en la Capilla Real de Madrid con la excusa de «servicios a la corona». La situación llevó a Micieces a ocupar ese mismo año la Cátedra de forma interina. Tuvo que esperar a la jubilación de Verdugo en 1700 para ocupar el cargo de forma oficial.
Compaginaría ambos cargos hasta su muerte, el 7 de mayo de 1718.

## Obra

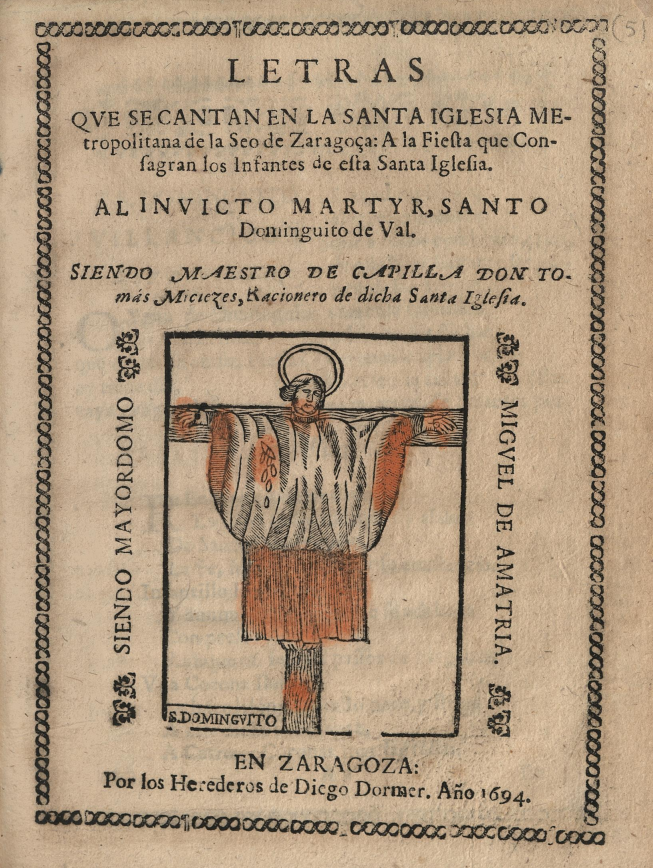
Letras que se cantan en [...] la Seo de Zaragoça a la fiesta que consagran los infantes de esta santa iglesia al [...] martyr Santo Dominguito de Val siendo maestro de capilla Don Thomas Miciezes (1694)

En las obras que con toda probabilidad se le pueden atribuir se aprecian rasgos de modernidad, como son la inclusión de violines o el uso temprano del término "aria". Asimismo, en una obra que, por su temática, debió de componer durante la estancia en Zaragoza, o, al menos, para la Seo (villancico a San Pedro Arbués), introduce también un recitativo. Tradicionalmente se ha afirmado que durante su etapa en Salamanca intervino en la famosa polémica Valls, publicando un Parecer, que no se ha hallado. Sí aparece un dictamen suyo en un opúsculo de Francisco Hortador (Defensa apologética y diálogo musical) no involucrado en la cuestión Valls. Francisco Valls, en su Mapa armónico, cita a Micieces (se ignora si el padre o al hijo) entre los grandes compositores de villancicos, junto a Patiño, Galán, Vado, Ruiz, Durón, Torres, los Cáseda, Ambiela, Martínez, Lanuza y Escala, afirmando que «para su digno elogio son cortos todos los hipérboles, pues con todos ellos no pudieran dignamente ponderarse sus plumas, sus delicadezas y conceptos armoniosos».
La mayor parte de sus obras se conservan inéditas en el archivo de la Catedral de Salamanca.
El La Seo se conservan varios villancicos y otras obras:
- Lástima de aire, villancico al Nacimiento, a 4 voces y bajo continuo
- Despertad, despertad, romance de Navidad, a 4 voces y bajo continuo
- Por  hacer fiesta cumplida, villancico de Navidad, a 8 voces y bajo continuo
- Fuentecillas que corréis, villancico de Navidad, a 10 voces y arpa
- Oy  María la gloria del cielo, villancico a Nuestra Señora, a 4 voces y bajo continuo
- El alcalde los santos, villancico de Navidad, a 9 voces y arpa
- Por los  pasos lucidos, villancico al Nacimiento de Nuestro Señor, a 8 voces y bajo continuo